# Nathalie Bienz
Nathalie Bienz, née le 7 avril 1999, est une cavalière suisse de voltige.

## Carrière
Aux Jeux équestres mondiaux de 2014 à Caen, elle est médaillée d'argent en voltige par équipes avec Nadja Büttiker, Ramona Näf, Martina Büttiker, Tatjana Prassl et Sally Stucki. 